# Capilla de la Ascensión

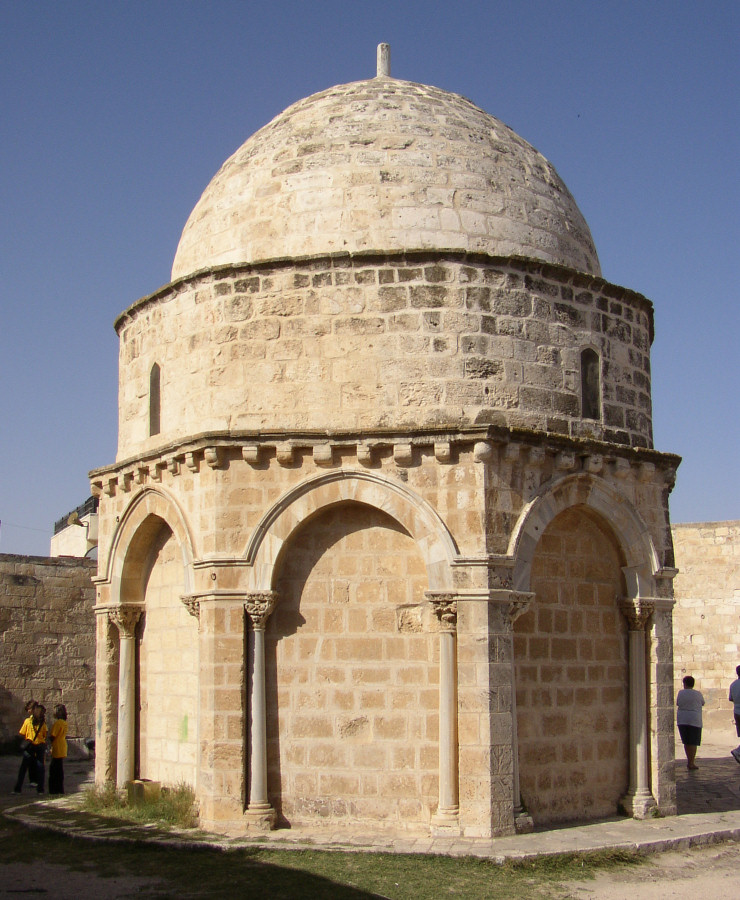
Capilla de la Ascensión, Jerusalén.

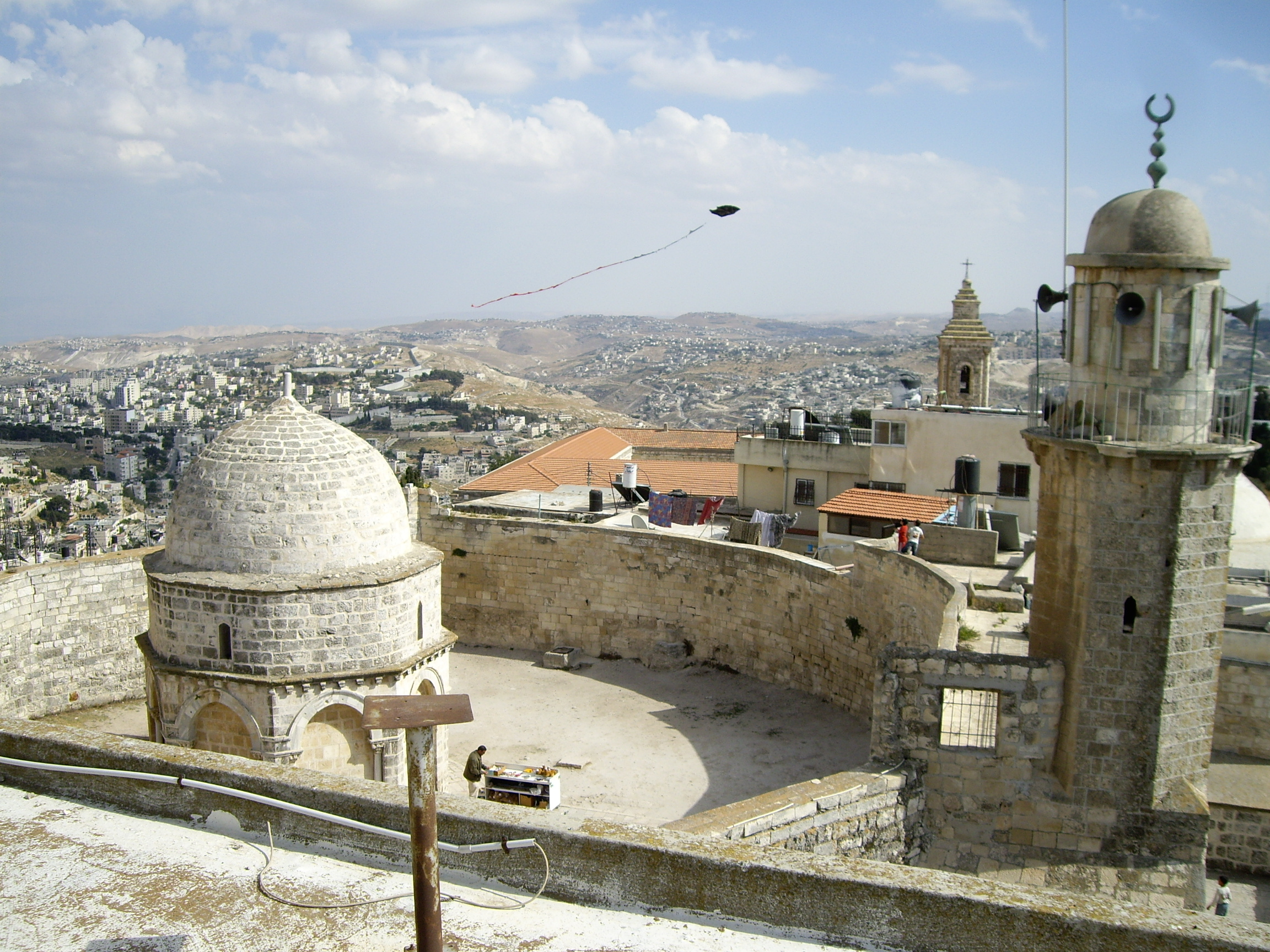
Capilla y mezquita de la Ascensión. En segundo plano, a la derecha, destaca el campanario de la iglesia del Pater Noster.

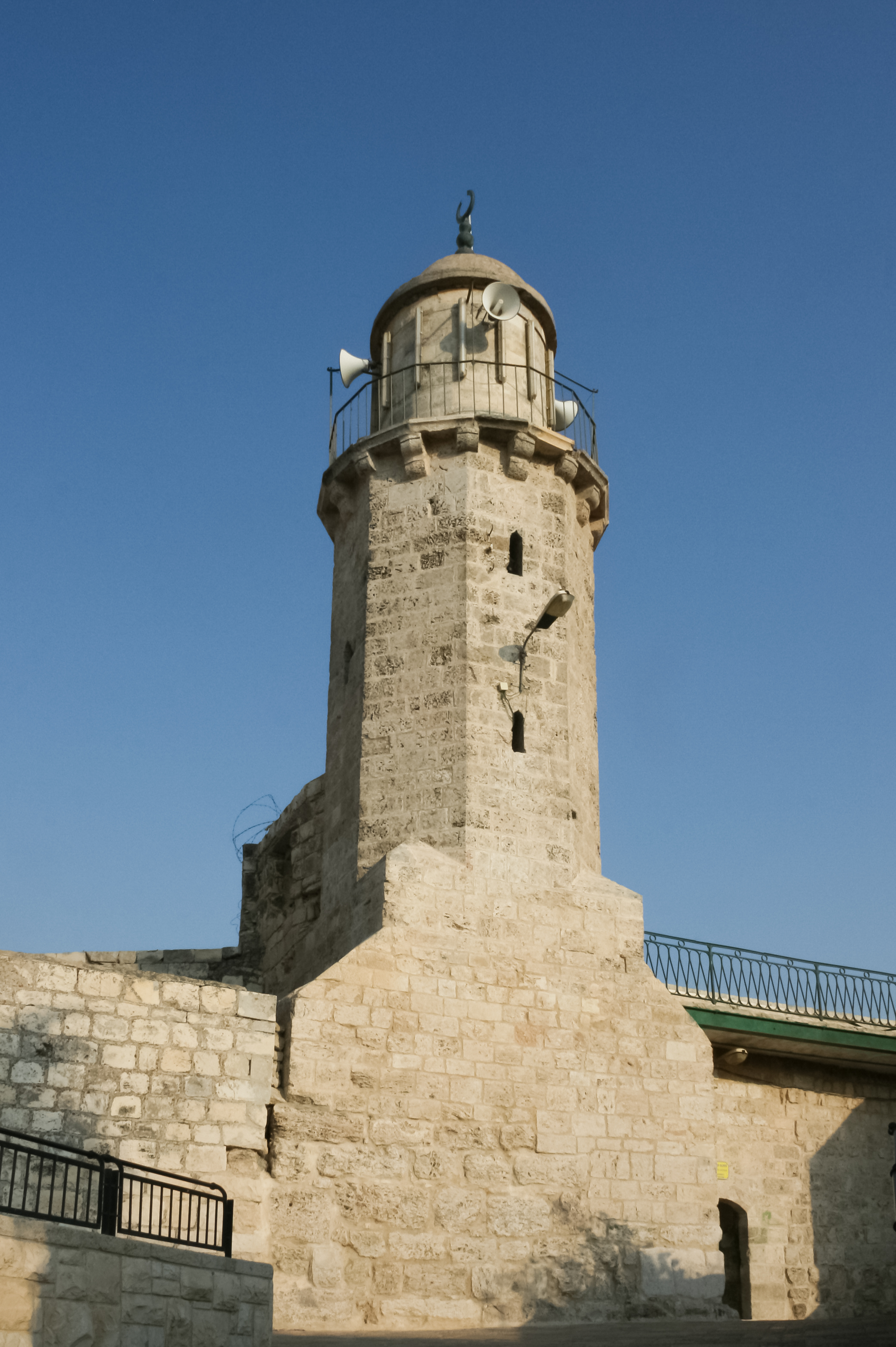
Vista de un minarete.

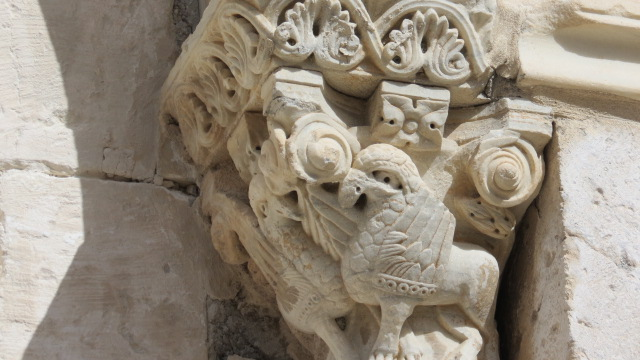
Capitel de la época de los cruzados en la capilla de la Ascensión.

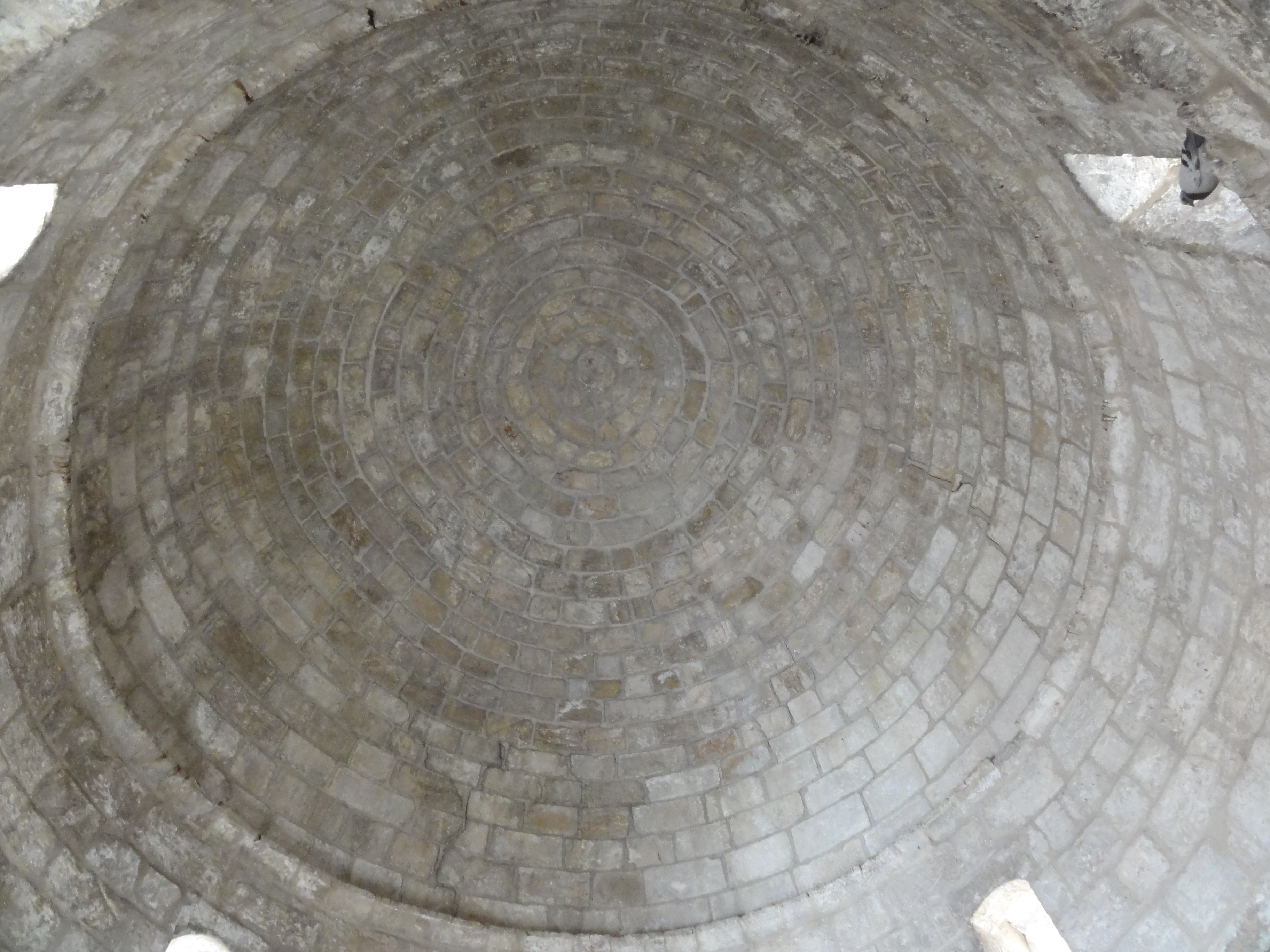
Cúpula de la capilla de la Ascensión vista desde el interior.

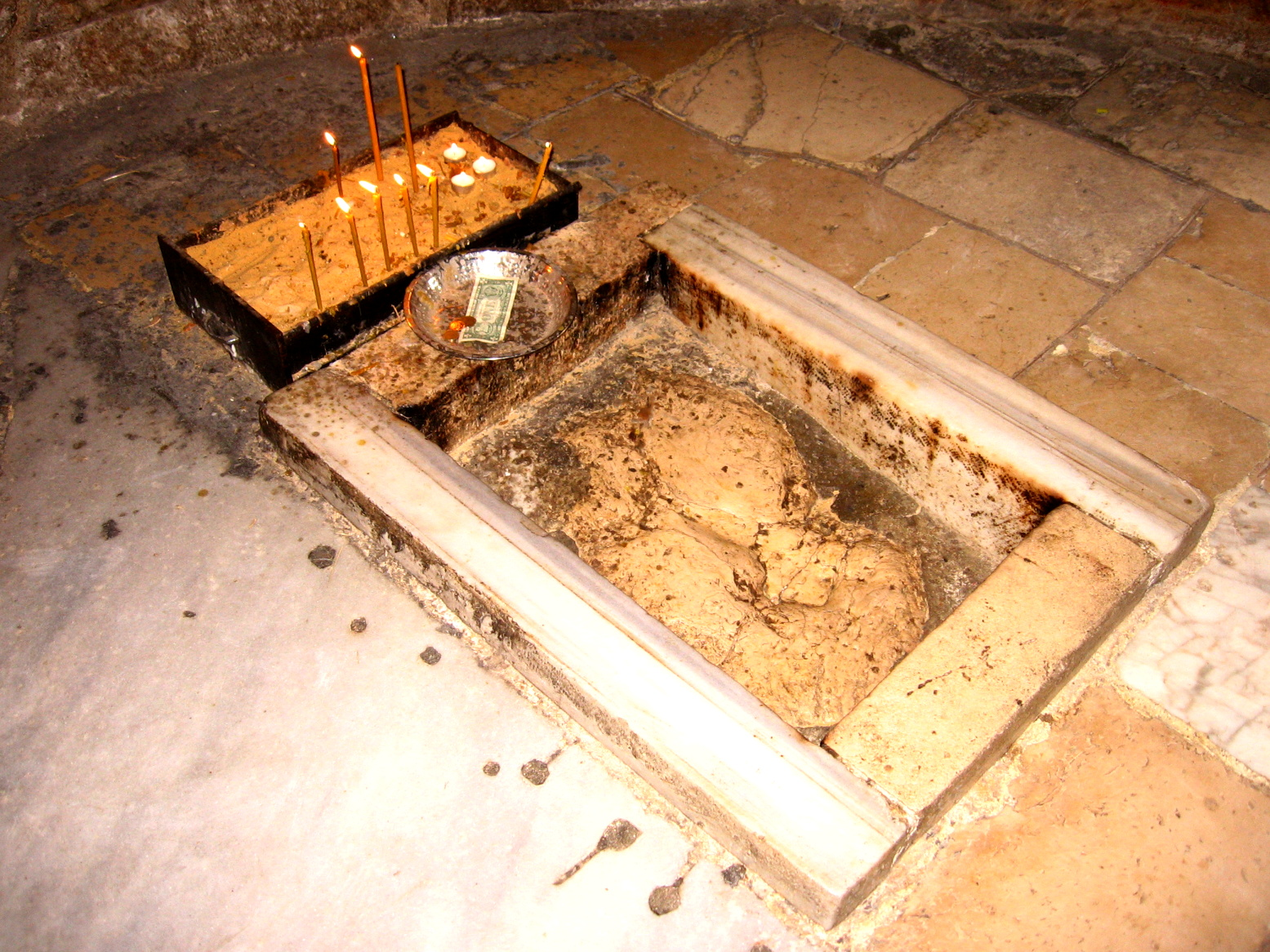
La roca de la Ascensión en el Monte de los Olivos, Jerusalén.

La Capilla de la Ascensión es un santuario situado en el Monte de los Olivos, en el distrito de At-Tur de Jerusalén. Es parte de un complejo más amplio que empezó como una iglesia y un monasterio cristiano, aunque posteriormente fue transformado en una mezquita. Se encuentra en un sitio en el que tradicionalmente los fieles creen es el punto de la tierra donde Jesús ascendió al cielo cuarenta días después de su resurrección. Alberga una losa de piedra que se cree contiene una de sus huellas.
De acuerdo con lo narrado en el Nuevo Testamento, el evento conocido como la Ascensión de Jesús es el último episodio de la vida terrenal de Jesús: cuarenta días después de su muerte y resurrección ascendería al cielo. El aniversario es celebrado en todas las confesiones cristianas y junto a la Pascua y Pentecostés es una de las fiestas más importantes del calendario eclesiástico.
Aunque el lugar de la Ascensión no es citado directamente en la Biblia, por los Hechos de los Apóstoles parece ser el Huerto de los Olivos, porque después de la ascensión los discípulos:
- (Hechos 1:12) «Entonces volvieron a Jerusalén desde el monte que se llama del Olivar, el cual está cerca de Jerusalén, camino de un sábado.»

La tradición ha consagrado este lugar como el Monte de la Ascensión.
Los primeros cristianos recordaban la ascensión reuniéndose en una gruta que se encuentra cerca, probablemente por miedo de las persecuciones. Después del edicto de Constantino, la primera iglesia fue construida en aquel lugar (390).
La basílica, llamada Basílica de Eleona, debe su nombre a la palabra eleon que en griego significa olivo, pero también recuerda el sonido de eleison, piedad, misericordia. Tal basílica fue destruida por los sasánidas en el 614 guiados por Cosroes II, como el Santo Sepulcro, pero a diferencia de la Natividad en Belén, salvó la vista de pinturas que representan a los Reyes Magos (persas). Fue reconstruido en el siglo VIII, y destruido nuevamente, para ser después reconstruida por los cruzados. La basílica fue destruida sucesivamente por los musulmanes, que dejaron en pie solo la capilla octogonal todavía presente.
Este lugar fue comprado por dos emisarios de Saladino en 1198 y desde entonces ha sido propiedad del waqf islámico de Jerusalén.
En la roca conservada en el santuario, la tradición reconoce la huella del pie derecho de Jesús, dejada en el momento en que ascendía al cielo. Es venerada por los cristianos. La casa construida por los cruzados fue convertida en una mezquita, aunque no se utiliza para el culto a causa de los muchos peregrinos cristianos.
Como señal de buena voluntad en 1200, Saladino ordenó la construcción de una segunda mezquita y de un mihrab cerca de la basílica, de modo de consentir la visita de los peregrinos cristianos a la roca de la Ascensión.
Todavía hoy la iglesia está controlada por los musulmanes y es visitable después del pago de una cantidad simbólica (menos de 10 NIS). 
El monasterio ortodoxo de la Ascensión se encuentra en la cima del Monte de los Olivos.
| Día de la Ascensión, 2010-2020 | Día de la Ascensión, 2010-2020 | Día de la Ascensión, 2010-2020 |
| Año                            | Catolicismo y Protestantismo   | Ortodoxismo                    |
| ------------------------------ | ------------------------------ | ------------------------------ |
| 2010                           | 13 de mayo                     | 13 de mayo                     |
| 2011                           | 2 de junio                     | 2 de junio                     |
| 2012                           | 17 de mayo                     | 24 de mayo                     |
| 2013                           | 9 de mayo                      | 13 de junio                    |
| 2014                           | 29 de mayo                     | 29 de mayo                     |
| 2015                           | 14 de mayo                     | 21 de mayo                     |
| 2016                           | 9 de mayo                      | 9 de junio                     |
| 2017                           | 25 de mayo                     | 25 de mayo                     |
| 2018                           | 10 de mayo                     | 17 de mayo                     |
| 2019                           | 30 de mayo                     | 6 de junio                     |
| 2020                           | 21 de mayo                     | 28 de mayo                     |